# Lista över fornlämningar i Växjö kommun (Berg)
Lista över fornlämningar i Växjö kommun (Berg) är en förteckning av ett urval av de fornlämningar som finns i Berg i Växjö kommun.
| Namn                                | Lämningstyp                 | Tillkomsttid | Historisk indelning | Plats | Läge                 | ID-nr          | Bild                                 |
| ----------------------------------- | --------------------------- | ------------ | ------------------- | ----- | -------------------- | -------------- | ------------------------------------ |
| 1) Kattekull (Berg 1:1)             | Röse                        |              | Berg, Småland       |       | 57.128766, 14.673333 | 10070100010001 | Ladda upp en bild av detta fornminne |
| 1) Kattekull (Berg 1:2)             | Röse                        |              | Berg, Småland       |       | 57.128753, 14.672639 | 10070100010002 | Ladda upp en bild av detta fornminne |
| Berg 2:1                            | Röse                        |              | Berg, Småland       |       | 57.127792, 14.671942 | 10070100020001 | Ladda upp en bild av detta fornminne |
| Berg 3:1                            | Röse                        |              | Berg, Småland       |       | 57.098014, 14.683392 | 10070100030001 | Ladda upp en bild av detta fornminne |
| Berg 4:1                            | Röse                        |              | Berg, Småland       |       | 57.099682, 14.680790 | 10070100040001 | Ladda upp en bild av detta fornminne |
| Berg 5:1                            | Grav markerad av sten/block |              | Berg, Småland       |       | 57.103911, 14.683407 | 10070100050001 | Ladda upp en bild av detta fornminne |
| Berg 8:1                            | Röse                        |              | Berg, Småland       |       | 57.110441, 14.668370 | 10070100080001 | Ladda upp en bild av detta fornminne |
| Berg 8:2                            | Grav markerad av sten/block |              | Berg, Småland       |       | 57.110442, 14.668173 | 10070100080002 | Ladda upp en bild av detta fornminne |
| Berg 9:1                            | Röse                        |              | Berg, Småland       |       | 57.082545, 14.699555 | 10070100090001 | Ladda upp en bild av detta fornminne |
| Berg 10:1                           | Röse                        |              | Berg, Småland       |       | 57.079179, 14.698775 | 10070100100001 | Ladda upp en bild av detta fornminne |
| Drakaröret (Berg 11:1)              | Röse                        |              | Berg, Småland       |       | 57.076097, 14.708674 | 10070100110001 | Ladda upp en bild av detta fornminne |
| Berg 12:1                           | Röse                        |              | Berg, Småland       |       | 57.099746, 14.683339 | 10070100120001 | Ladda upp en bild av detta fornminne |
| Berg 13:1                           | Kyrka/kapell                |              | Berg, Småland       |       | 57.069166, 14.724060 | 10070100130001 | Ladda upp en bild av detta fornminne |
| Berg 13:2                           | Begravningsplats            |              | Berg, Småland       |       | 57.069144, 14.724115 | 10070100130002 | Ladda upp en bild av detta fornminne |
| Berg 17:1                           | Röse                        |              | Berg, Småland       |       | 57.068337, 14.699592 | 10070100170001 | Ladda upp en bild av detta fornminne |
| Elmerör, Älmeröret (Berg 18:1)      | Röse                        |              | Berg, Småland       |       | 57.064601, 14.700995 | 10070100180001 | Ladda upp en bild av detta fornminne |
| Berg 19:1                           | Röse                        |              | Berg, Småland       |       | 57.054627, 14.703133 | 10070100190001 | Ladda upp en bild av detta fornminne |
| Berg 19:2                           | Röse                        |              | Berg, Småland       |       | 57.054664, 14.703712 | 10070100190002 | Ladda upp en bild av detta fornminne |
| Berg 19:3                           | Stensättning                |              | Berg, Småland       |       | 57.054663, 14.703490 | 10070100190003 | Ladda upp en bild av detta fornminne |
| Berg 20:1                           | Stensättning                |              | Berg, Småland       |       | 57.069535, 14.665541 | 10070100200001 | Ladda upp en bild av detta fornminne |
| Berg 21:1                           | Stensättning                |              | Berg, Småland       |       | 57.088607, 14.680921 | 10070100210001 | Ladda upp en bild av detta fornminne |
| Berg 21:2                           | Stensättning                |              | Berg, Småland       |       | 57.088473, 14.680919 | 10070100210002 | Ladda upp en bild av detta fornminne |
| Drakaröret (Berg 22:1)              | Röse                        |              | Berg, Småland       |       | 57.061951, 14.660387 | 10070100220001 | Ladda upp en bild av detta fornminne |
| Berg 24:1                           | Borg                        |              | Berg, Småland       |       | 57.075681, 14.732927 | 10070100240001 | Ladda upp en bild av detta fornminne |
| Hjulatorps hällristning (Berg 25:1) | Hällristning                |              | Berg, Småland       |       | 57.061499, 14.759405 | 10070100250001 | Ladda upp en bild av detta fornminne |
| Hjulatorps hällristning (Berg 25:2) | Hällristning                |              | Berg, Småland       |       | 57.061518, 14.759432 | 10070100250002 | Ladda upp en bild av detta fornminne |
| Hjulatorps hällristning (Berg 25:3) | Hällristning                |              | Berg, Småland       |       | 57.061507, 14.759520 | 10070100250003 | Ladda upp en bild av detta fornminne |
| Berg 26:1                           | Stenkammargrav              |              | Berg, Småland       |       | 57.053182, 14.756034 | 10070100260001 | Ladda upp en bild av detta fornminne |
| Berg 27:1                           | Röse                        |              | Berg, Småland       |       | 57.050123, 14.752972 | 10070100270001 | Ladda upp en bild av detta fornminne |
| Kung Olas rör (Berg 28:1)           | Röse                        |              | Berg, Småland       |       | 57.043306, 14.722312 | 10070100280001 | Ladda upp en bild av detta fornminne |
| Berg 30:1                           | Röse                        |              | Berg, Småland       |       | 57.044405, 14.728062 | 10070100300001 | Ladda upp en bild av detta fornminne |
| Berg 32:1                           | Röse                        |              | Berg, Småland       |       | 57.046193, 14.703606 | 10070100320001 | Ladda upp en bild av detta fornminne |
| Berg 33:1                           | Stensättning                |              | Berg, Småland       |       | 57.046244, 14.702564 | 10070100330001 | Ladda upp en bild av detta fornminne |
| Berg 34:1                           | Röse                        |              | Berg, Småland       |       | 57.046855, 14.706616 | 10070100340001 | Ladda upp en bild av detta fornminne |
| Berg 34:2                           | Stensättning                |              | Berg, Småland       |       | 57.047162, 14.706723 | 10070100340002 | Ladda upp en bild av detta fornminne |
| Berg 35:1                           | Gravfält                    |              | Berg, Småland       |       | 57.124431, 14.650433 | 10070100350001 | Ladda upp en bild av detta fornminne |
| Berg 36:1                           | Stenkrets                   |              | Berg, Småland       |       | 57.044095, 14.722629 | 10070100360001 | Ladda upp en bild av detta fornminne |
| Berg 39:1                           | Stensättning                |              | Berg, Småland       |       | 57.118948, 14.647291 | 10070100390001 | Ladda upp en bild av detta fornminne |
| Berg 42:1                           | Röse                        |              | Berg, Småland       |       | 57.124772, 14.666667 | 10070100420001 | Ladda upp en bild av detta fornminne |
| Berg 42:2                           | Röse                        |              | Berg, Småland       |       | 57.124513, 14.666809 | 10070100420002 | Ladda upp en bild av detta fornminne |
| Berg 42:3                           | Röse                        |              | Berg, Småland       |       | 57.124265, 14.666931 | 10070100420003 | Ladda upp en bild av detta fornminne |
| Berg 44:1                           | Stensättning                |              | Berg, Småland       |       | 57.050782, 14.667411 | 10070100440001 | Ladda upp en bild av detta fornminne |
| Berg 45:1                           | Röse                        |              | Berg, Småland       |       | 57.045590, 14.704293 | 10070100450001 | Ladda upp en bild av detta fornminne |
| Berg 45:2                           | Stensättning                |              | Berg, Småland       |       | 57.045385, 14.704302 | 10070100450002 | Ladda upp en bild av detta fornminne |
| Berg 46:1                           | Stensättning                |              | Berg, Småland       |       | 57.056611, 14.753067 | 10070100460001 | Ladda upp en bild av detta fornminne |
| Berg 46:2                           | Stensättning                |              | Berg, Småland       |       | 57.056662, 14.752953 | 10070100460002 | Ladda upp en bild av detta fornminne |
| Berg 51:1                           | Stensättning                |              | Berg, Småland       |       | 57.084893, 14.697585 | 10070100510001 | Ladda upp en bild av detta fornminne |
| Berg 52:1                           | Hällristning                |              | Berg, Småland       |       | 57.084327, 14.697729 | 10070100520001 | Ladda upp en bild av detta fornminne |
| Berg 53:1                           | Stensättning                |              | Berg, Småland       |       | 57.084258, 14.698321 | 10070100530001 | Ladda upp en bild av detta fornminne |
| Berg 63:1                           | Röse                        |              | Berg, Småland       |       | 57.049512, 14.691925 | 10070100630001 | Ladda upp en bild av detta fornminne |
| Berg 64:1                           | Röse                        |              | Berg, Småland       |       | 57.048563, 14.694054 | 10070100640001 | Ladda upp en bild av detta fornminne |
| Berg 72:1                           | Stensättning                |              | Berg, Småland       |       | 57.049111, 14.693395 | 10070100720001 | Ladda upp en bild av detta fornminne |
| Berg 74:1                           | Stensättning                |              | Berg, Småland       |       | 57.077016, 14.659232 | 10070100740001 | Ladda upp en bild av detta fornminne |
| Berg 83:1                           | Stensättning                |              | Berg, Småland       |       | 57.093626, 14.691249 | 10070100830001 | Ladda upp en bild av detta fornminne |
| Berg 91:1                           | Hällristning                |              | Berg, Småland       |       | 57.128498, 14.672882 | 10070100910001 | Ladda upp en bild av detta fornminne |
| Berg 92:1                           | Hällristning                |              | Berg, Småland       |       | 57.130122, 14.672547 | 10070100920001 | Ladda upp en bild av detta fornminne |
| Berg 92:2                           | Hällristning                |              | Berg, Småland       |       | 57.130477, 14.672488 | 10070100920002 | Ladda upp en bild av detta fornminne |
| Berg 97:1                           | Röse                        |              | Berg, Småland       |       | 57.112882, 14.680724 | 10070100970001 | Ladda upp en bild av detta fornminne |
| Berg 178:1                          | Hällristning                |              | Berg, Småland       |       | 57.087436, 14.707837 | 10070101780001 | Ladda upp en bild av detta fornminne |
| Berg 178:2                          | Hällristning                |              | Berg, Småland       |       | 57.087350, 14.708166 | 10070101780002 | Ladda upp en bild av detta fornminne |
| Berg 178:3                          | Hällristning                |              | Berg, Småland       |       | 57.087022, 14.708301 | 10070101780003 | Ladda upp en bild av detta fornminne |
| Berg 179:1                          | Hällristning                |              | Berg, Småland       |       | 57.077449, 14.713736 | 10070101790001 | Ladda upp en bild av detta fornminne |
| Berg 180:1                          | Hällristning                |              | Berg, Småland       |       | 57.073383, 14.703982 | 10070101800001 | Ladda upp en bild av detta fornminne |
| Berg 181:1                          | Hällristning                |              | Berg, Småland       |       | 57.050271, 14.753306 | 10070101810001 | Ladda upp en bild av detta fornminne |
| Berg 182:1                          | Hällristning                |              | Berg, Småland       |       | 57.051126, 14.754582 | 10070101820001 | Ladda upp en bild av detta fornminne |
| Berg 184:1                          | Hällristning                |              | Berg, Småland       |       | 57.062333, 14.703610 | 10070101840001 | Ladda upp en bild av detta fornminne |
| Berg 185:1                          | Hällristning                |              | Berg, Småland       |       | 57.062843, 14.703020 | 10070101850001 | Ladda upp en bild av detta fornminne |
| Berg 185:2                          | Hällristning                |              | Berg, Småland       |       | 57.062840, 14.703133 | 10070101850002 | Ladda upp en bild av detta fornminne |
| Berg 186:1                          | Hällristning                |              | Berg, Småland       |       | 57.062682, 14.662606 | 10070101860001 | Ladda upp en bild av detta fornminne |